# Liebfrauenkirche (Oberauroff)

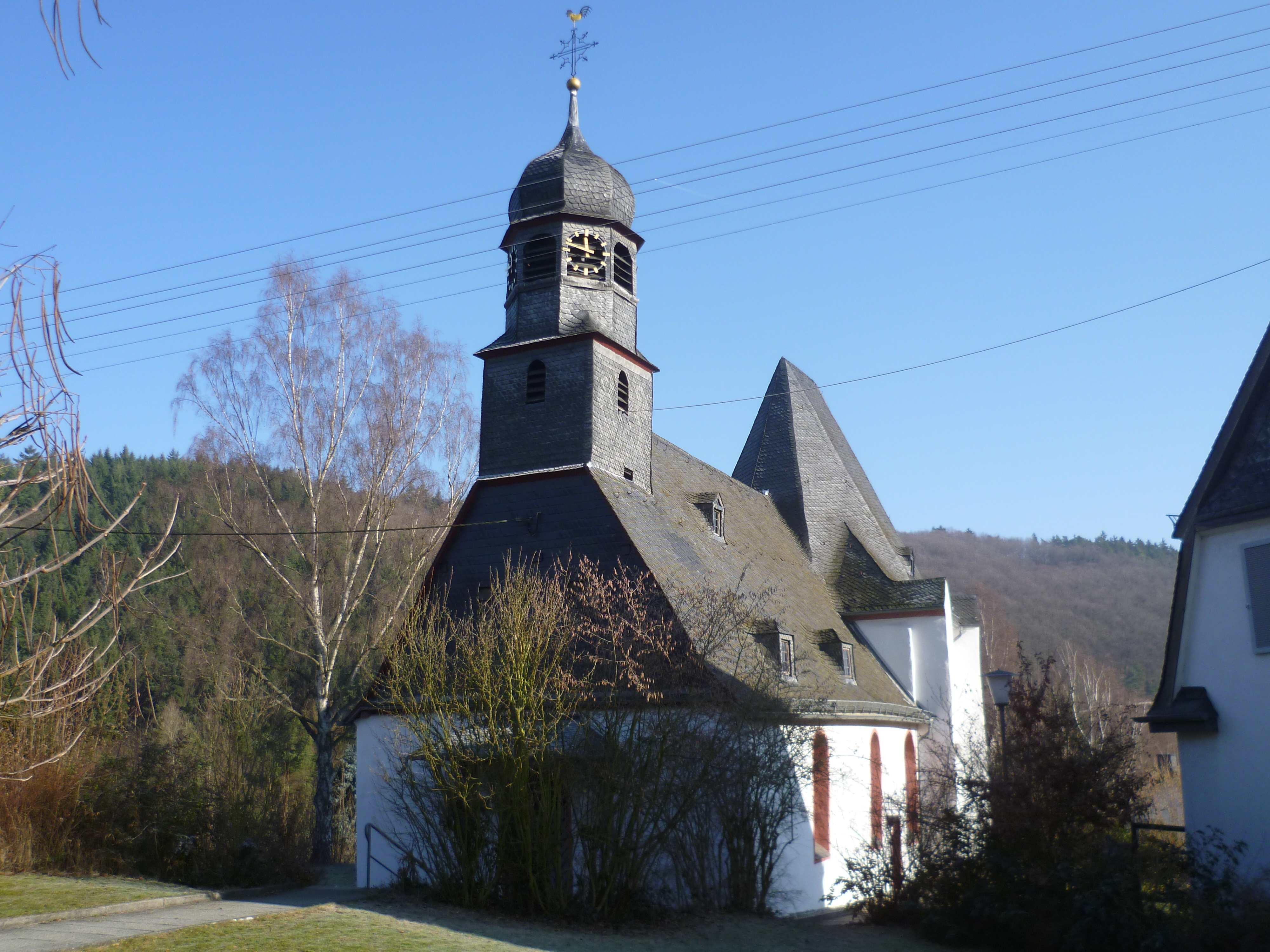
Westansicht

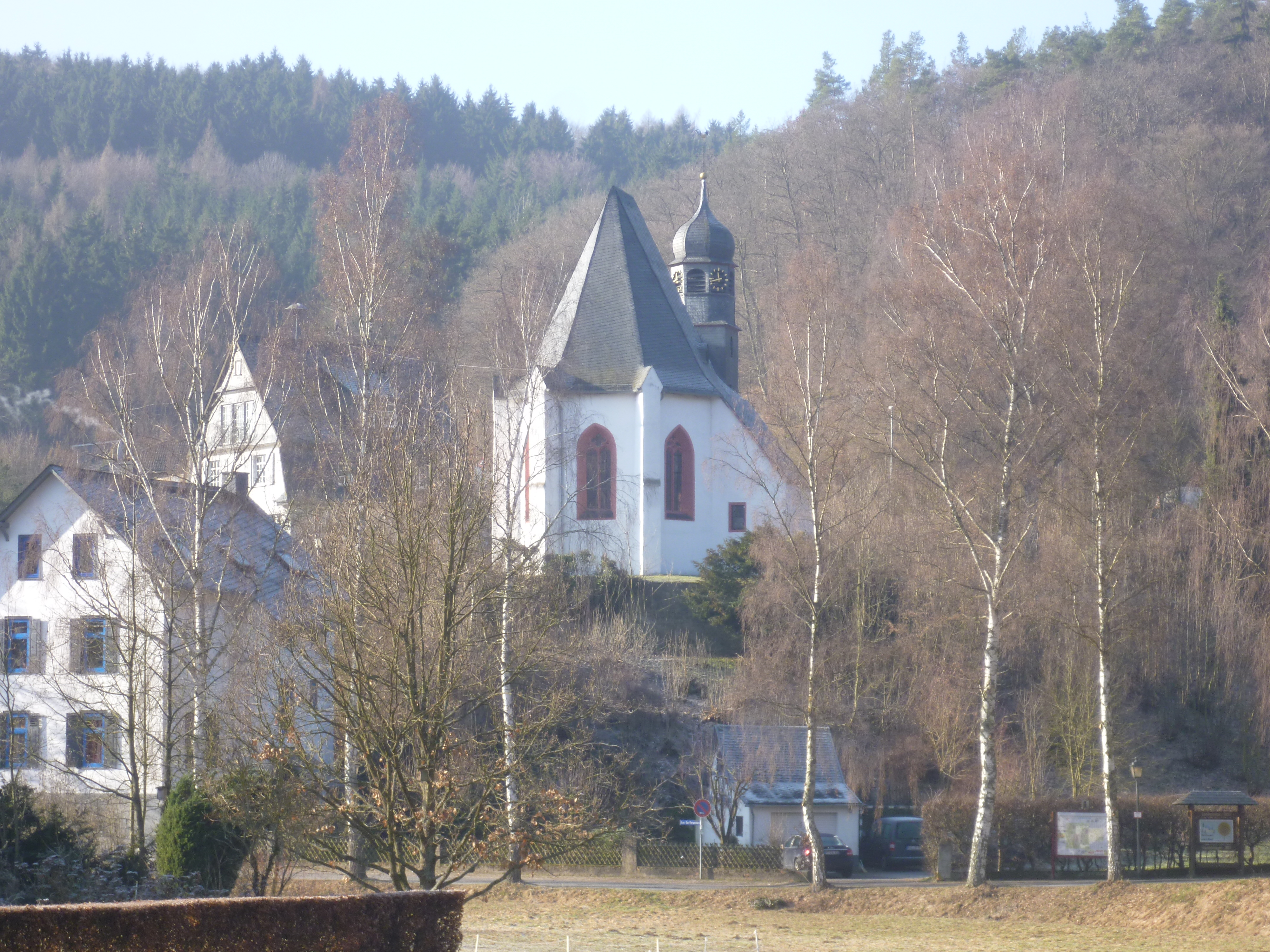
Die Lage der Kirche in Oberauroff auf dem Felssporn

Die Liebfrauenkirche im Idsteiner Ortsteil Oberauroff ist eine evangelische Pfarrkirche. Auf Grund ihrer Lage auf einem herausragenden Felssporn mitten im Ort zeichnet sie sich deutlich ab und prägt das Ortsbild Oberauroffs. Sie ist die älteste Kirche im Raum Idstein und trägt das internationale Schutzzeichen für die Kennzeichnung von Kulturgut nach der Haager Konvention.
An die Kirche schließt sich ein kleiner Kirchhof als Begräbnisfeld an. Ein umfassendes Mauerwerk, teilweise mit abstützender Funktion, definiert das Kirchenareal.
Das Kirchenschiff ist romanischen Baustils, der sich anschließende Chor entspricht der Spätgotik. Das Dach ist als verschiefertes Walmdach ausgeführt. Über dem nach Westen ausgerichteten Eingang findet sich der Glockenturm mit einer Zwiebelhaube. Der Chor ist mit einem Drei-Achtel-Schluss ausgeführt. Er weist ebenfalls ein Walmdach auf. Deutlich zeichnen sich außen die Pfeiler ab, die jeweils mit einem Satteldach abschließen. Die Außenansicht des Chores wird hierdurch klar gegliedert.
An Stelle der Liebfrauenkirche stand 1160 eine Kapelle. Sie war Teil einer Villa Urefo, die Erzbischof Arnold von Mainz dem Benediktinerkloster Schlüchtern abkaufte. Eine einfach bauliche Beschreibung dieser Kapelle wird 1215 angefertigt. Für 1360 ist diese Kapelle erstmals als Pfarrkirche belegt.
Ende des 15. Jahrhunderts wurde der Chor mit der Sakristei angefügt. Die Giebeltürmchen stammen von 1634. Im 17. Jahrhundert wurde der Glockenturm aufgesetzt. Im Rahmen einer Sanierung von 1955 bis 57 stürzte eine Gewölbekappe im Chor ein, was unter anderem die Zerstörung der im Chor aufgestellten Orgel des 18. Jahrhunderts zur Folge hatte. 1963/64 wurde der Innenraum wiederhergestellt.